# Diecezja Morogoro
Diecezja Morogoro – diecezja rzymskokatolicka  w Tanzanii. Powstała w 1906 jako wikariat  apostolski Centralnego Zanguebaru w tym samym roku przemianowany na wikariat Bagamoyo. Od 1953 diecezja pod obecną nazwą.

## Biskupi diecezjalni
- François-Xavier Vogt,  † (1906 – 1923)
- Bartholomew Stanley Wilson, C.S.Sp. † (1924 – 1933)
- Bernardo Gerardo Hilhorst, C.S.Sp. † (1934 – 1954)
- Herman Jan van Elswijk, C.S.Sp. † (1954 – 1966)
- Adriani Mkoba † (1966 – 1992)
- Telesphore Mkude (1993 – 2020)
- Lazarus Vitalis Msimbe SDS, (od 2021)